# كيونغ سو جين
كيونغ سو جين هي ممثلة كورية جنوبية ولدت في 5 نوفمبر 1987.

## فيلموغرافيا

### مسلسلات
- بفصل الشتاء ، تهب الرياح
- جنية رفع الأثقال كيم بوك جو
- قطار[2]
- اصمت[3]
- الماوس[4]

## روابط خارجية
- كيونغ سو جين على موقع IMDb (الإنجليزية)
- كيونغ سو جين على موقع روتن توميتوز (الإنجليزية)
- كيونغ سو جين على موقع قاعدة بيانات الفيلم (الإنجليزية)
- كيونغ سو جين على موقع كينوبويسك (الروسية)